# Ото I (Насау)
Вижте пояснителната страница за други личности с името Ото I.
Ото I от Насау (на немски: Otto I von Nassau, † 1289/1290) е от 1249 г. граф на Насау и 1255 г. основател на Отонската линия на Насау, която днес управлява в Нидерландия.

## Живот
Той е син на граф Хайнрих II Богатия от Насау (1190 – 1251) и съпругата му Матилда от Гелдерн (1190 – 1247), дъщеря на граф Ото I от Гелдерн. Той е по-малък брат на Адолф от Насау, който от 1292 до 1298 г. е римско-немски крал.
Заради конфликти с по-големия му брат Валрам II на 17 декември 1255 г. те сключват договор за подялба на собствеността на фамилията. Ото получава северните части на Насау с градовете Зиген, Диленбург, Херборн и Хайгер. Валрам получава териториите южно от река Лан, Висбаден-Идщайн, Вайлбург и Зоненберг и основава Валрамската линия
Ото има конфликти и с други князе и с архиепископите на Трир и Кьолн.

## Фамилия
Ото е женен за Агнес фон Лайнинген († ок. 1303), дъщеря на граф Емих IV. С нея той има децата:
- Хайнрих III († 1343), граф на Насау-Зиген
- Йохан († 10 август 1328), граф на Насау-Диленбург
- Емих († 7 юни 1334), граф на Насау-Хадамар, ∞ пр. 1297 Анна фон Цолерн-Нюрнберг, дъщеря на бургграф Фридрих III
- Гертруда († 19 септември 1359), 1329 – 1359 абатиса на Алтенберг
- Ото († 3 септември 1302), домхер във Вормс
- Мехтилд († пр. 29 октомври 1319), ∞ граф Герхард I фон Шьонекен († 1317)

Ото I има незаконен син от неизвестна метреса:
- Хайнрих, монах в Арнщайн пр. 1273 г., свещеник в Насау 1273/1275 г., рицар на Тевтонския орден (1275).